# Rhabdoweisiella papillosa
Rhabdoweisiella papillosa là một loài rêu trong họ Rhabdoweisiaceae. Loài này được R.S. Williams mô tả khoa học đầu tiên năm 1914.